# Архиепархия Тороро
Архиепархия Тороро (лат. Archidioecesis Tororoensis) — архиепархия Римско-Католической Церкви с центром в городе Тороро, Уганда. В митрополию Тороро входят епархии Джинджи, Котидо, Морото, Сороти. Кафедральным собором архиепархии Тороро является церковь святых Угандийских мучеников в городе Тороро.

## История
13 июля 1894 года Святой Престол учредил апостольский викариат Южного Нила, выделив его из апостольского викариата Виктории-Ньянзы (сегодня — Архиепархия Кампалы).
5 июня 1925 года и 10 июня 1948 года апостольский викариат Южного Нила передала часть своей территории для возведения новых апостольской префектуры Кавирондо (сегодня — Епархия Кисуму) и апостольского викариата Кампалы (сегодня — Епархия Джинджи). 10 мая 1951 года апостольский викариат Южного Нила был переименован в апостольский викариат Тороро.
25 марта 1953 года Римский папа Пий XII выпустил буллу Quemadmodum ad Nos, которой преобразовал апостольский викариат Тороро в епархию.
29 ноября 1980 года епархия Тороро передала часть своей территории для возведения новой епархии Сороти.
2 января 1999 года Римский папа Иоанн Павел II издал буллу Cum Ecclesia, которой возвёл епархию Тороро в ранг архиепархии. 

## Ординарии архиепархии
- епископ Henry Hanlon MHM[1] (17.07.1894 — 17.11.1911);
- епископ Johannes Biermans MHM (24.04.1912 — 1925);
- епископ Джон Уильям Кэмплинг MHM (13.05.1925 — февраль 1938);
- епископ John Reesinck MHM (29.03.1938 — март 1951);
- епископ John Francis Greif MHM (1.05.1951 — 17.08.1968);
- архиепископ James Odongo (19.08.1968 — 27.06.2007);
- архиепископ Denis Kiwanuka Lote (27.06.2007 — 2.01.2014);
- архиепископ Emmanuel Obbo A.J. (2.01.2014 — по настоящее время).

## Источник
- Annuario Pontificio, Libreria Editrice Vaticana, Città del Vaticano, 2003, ISBN 88-209-7422-3
- Булла Quemadmodum ad Nos Архивная копия от 27 марта 2010 на Wayback Machine, AAS 45 (1953), стр. 705  (лат.)
- Булла Cum Ecclesia Архивная копия от 17 мая 2014 на Wayback Machine  (лат.)